# Friedrich Herrmann (Autor)
Friedrich Herrmann (* 1989 in Zwickau) ist ein deutscher Autor, Slam-Poet, Stand-Up-Comedian und Moderator.

## Leben
Friedrich Herrmann hat in Jena Germanistik und Anglistik studiert und seit seiner ersten Teilnahme 2015 mehrere Wettbewerbe in Slam-Poetry mit seinen lyrischen und prosaischen Texten gewonnen. Er gewann 2015 in Gera die thüringischen und 2017 in Dresden die sächsischen Landesmeisterschaften. Erstmals das Finale der deutschsprachigen Poetry Slam-Meisterschaften erreichte er 2018 in Zürich, wo er auf dem vierten Platz landete.
2019 wurde er gemeinsam mit Flemming Witt als Team „F+“ in Berlin deutschsprachiger Vize-Meister im Team-Wettbewerb. Im Einzelwettbewerb setzte er sich im finalen Stechen gegen Rainer Holl und Jan Cönig durch und gewann den Titel „deutschsprachiger Meister im Poetry Slam“. In seinen beiden Finaltexten widmete er sich dabei politischen Themen wie Deutschsein, Patriotismus und Fremdenfeindlichkeit.
Herrmann moderiert die Veranstaltungsreihe Jenaer Hörsaal-Slam sowie Poetry Slams in Jena und Erfurt. In Jena ist er zudem Teil der Lesebühne „Blattgold“ zusammen mit den Autoren Elli Linn, Levin Simmet und Inke Sommerlang.
2019 erschien im Lektora-Verlag eine Sammlung von Herrmanns Texten mit dem Titel Notizen eines Linkshänders. Sämtliche Texte des Buches sind von ihm handgeschrieben und wurden von seinem Bruder Paul illustriert. Sein angeschlossenes Debütprogramm Uff feierte im November 2019 in Jena Premiere. Zwischen März und April 2020 sprach er in seinem täglichen Podcast Zwangspause mit Bühnenkünstlern über ihren Umgang mit der Corona-Pandemie.
2022 trat er live in der ARD beim Festakt zum Tag der deutschen Einheit in Erscheinung, gemeinsam mit Max Prosa, Nhi Le und Nancy Hünger. Im gleichen Jahr erschien im Lektora-Verlag seine zweite Textsammlung mit dem Titel Ausgeschlafen in Ruinen. Das gleichnamige Soloprogramm folgte ebenfalls im Herbst.
Herrmann lebt und arbeitet in Jena.

## Auszeichnungen
- 2015: Hauptpreis „Junges Literaturforum Hessen/Thüringen“[8]
- 2015: Thüringer Landesmeister im Poetry Slam
- 2017: Sächsischer Landesmeister im Poetry Slam
- 2019: Deutschsprachiger Meister im Poetry Slam
- 2024: Walter-Dexel-Preis der Stadt Jena[9]

## Veröffentlichungen
- Highslammer e. V. (Hrsg.): Poetry Slam in Thüringen. Satyr, 2016, ISBN 978-3-944035-74-1.
- Theresa Sperling (Hrsg.): Poetry Slam: 39 Monologe und Dialoge. Deutscher Theaterverlag, 2019, ISBN 978-3-7695-0340-1.
- Notizen eines Linkshänders. Lektora, 2019, ISBN 978-3-95461-142-3.
- Ausgeschlafen in Ruinen. Lektora, 2022, ISBN 978-3-95461-238-3.